# Андроново (Тюменцевський район)
Андро́ново (рос. Андроново) — село у складі Тюменцевського району Алтайського краю, Росія. Адміністративний центр та єдиний населений пункт Андроновської сільської ради.

## Населення
Населення — 507 осіб (2010; 643 у 2002).
Національний склад (станом на 2002 рік):
- росіяни — 86 %